# 文化財返還問題

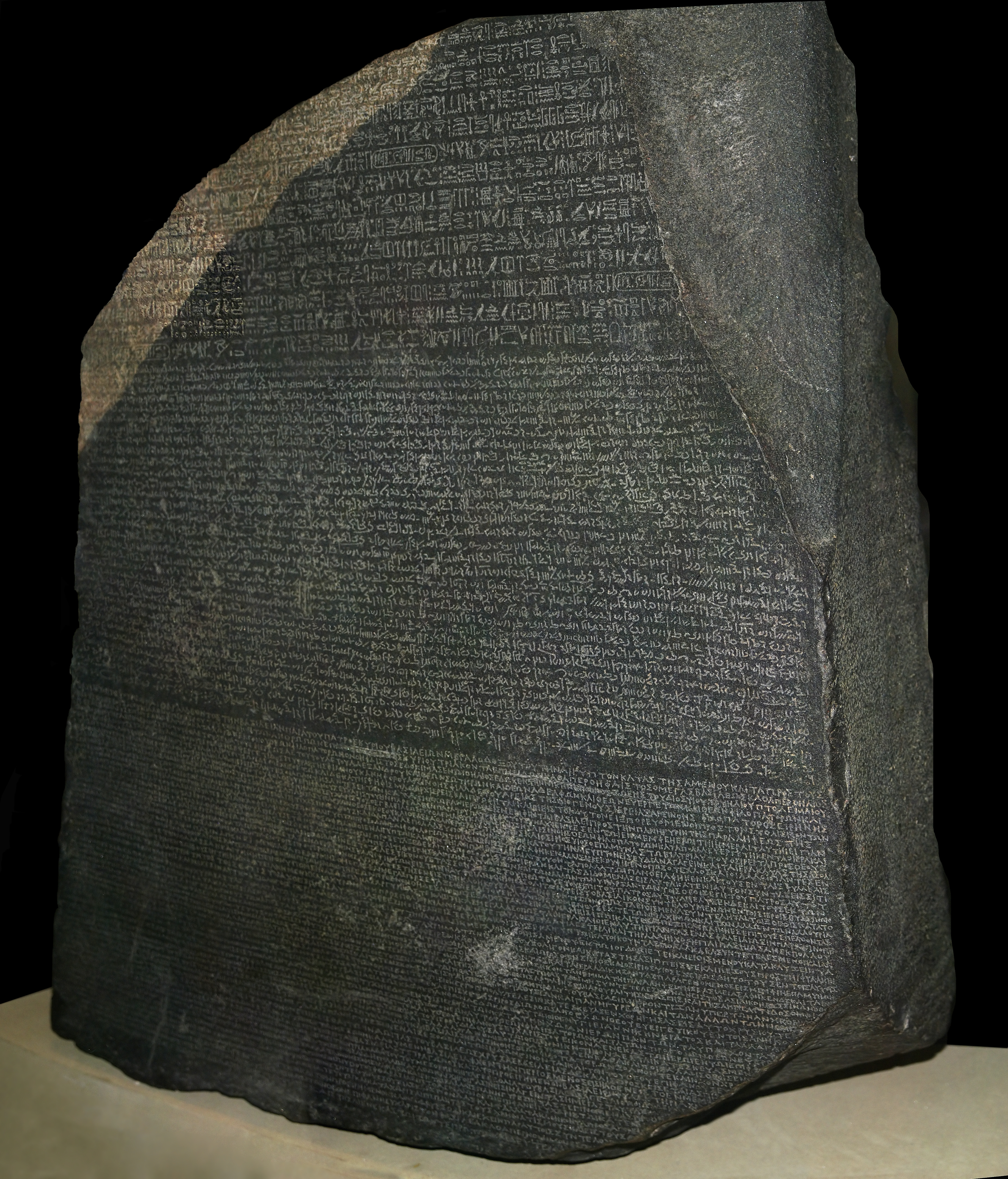
エジプトが返還を求めるロゼッタ・ストーン（大英博物館）

文化財返還問題（ぶんかざいへんかんもんだい）とは、合法売買や窃盗など合法的または違法な手段によって外国に渡った文化財を、その原産国・所有権を持つ国が返還要求することに関わる、あるいは譲渡を要求することに関わる問題である。

## 概要
主に、違法な略奪・盗掘や、植民地支配・戦争下での国家による違法な持ち出しが対象になるが、売買など合法的に収集された文化財の返還を求めている場合もある。フランスは合法的に収集された文化財に対する韓国の返還要求は拒否している。
エルギン・マーブルのように「略奪」されたと考えられているものだけでなく、ロゼッタ・ストーンなど合法的に売買されている文化財への返還要求は、それらは国家ばかりでなくそれを所蔵する博物館にとっても目玉となる展示品となるため、文化財返還要は困難で期限付き貸与で所有権までは引き渡さないで「レンタル」する場合がある。
1970年11月に採決され、1972年4月に発効した文化財不法輸出入等禁止条約（文化財の不法な輸入、輸出及び所有権移転を禁止し及び防止する手段に関する条約、ユネスコ条約）は、文化財の不法な搬出を禁ずる国際的条約であり、1970年以降に他の締約国で盗まれた文化財の輸入の禁止、返還・回復、文化財の輸出規制などを定めている。条約以前に取得された文化財は返還義務の対象外となっている。2002年11月時点でオーストラリア、カナダ、中国、エジプト、フランス、ギリシャ、インド、イタリア、韓国、ベルギー、ポルトガル、スペイン、ロシア、トルコ、アメリカ、イギリスなど計96ヵ国が加盟している。2002年12月9日、日本も加盟した。

## 問題
貴重な文化財が一国に集められることで学術的な研究が進みやすいといった点や、原産国が文化財の保護や管理に熱心でない場合もあり、現所有者側が散逸や劣化を防いでいたという点から一定の評価をする意見もある。一例として、これまで大英博物館はエルギン・マーブルの所有を正当化する主張の一つに挙げていたが、事実ギリシアでは大気汚染によりパルテノン神殿での展示は不可能となっている。
また、所蔵する博物館側が自らを「普遍的美術館」として位置づけ、その正当性を訴えた「普遍的美術館の価値とその重要性についての宣言」はその一例である。ルーヴル美術館やメトロポリタン美術館などが団結して「過去の行為は現在と異なる価値観と文脈で判断すべき」「特定の国家ではなく、普遍的にあらゆる人々へ奉仕する義務」を強調する声明であった。2002年、大英博物館を除く欧米の主要な18館が参加した。

### 所有権
『返還』という語は、所有側に合法性のある文化財について引き渡すことに用いることは避けられ、譲渡や引き渡しとされる。この点で、日本側が「引き渡し」として譲渡したのに韓国側が違法に取得された文化財に用いる「返還」だと意図的に誤訳して公式発表した場合のように両国間で齟齬が生じる場合もある。フランスのように所有権についての争いを回避として、図書内容のコピー・デジタル化後に５年ごとに更新する貸与という形式にするやり方もある。

### 国外展示への影響
所有権を争われる可能性のある品が国外で展示された場合、差し押さえや訴訟の対象となることがある。この種の問題を回避するため、訴訟や差押え等の対象から除外する法整備を求められることがあり、日本では海外の美術品等の我が国における公開の促進に関する法律（海外美術品公開促進法）が2011年に制定されている。

### 返還要求国の管理能力問題
返還要求国の文化財管理能力が疑問視されることもある。現地に残された文化財が破壊・汚損・盗難・散逸などされ、先進国が奪ったもののみが良好な保存状態で現存するというケースがしばしば見られる。もっとも、大英博物館がエルギン・マーブルを損壊したように、先進国にある文化財が必ずしも状態良好ではないことも指摘されている。
この問題に対してペルーは、2011年にエール大学から譲渡されたマチュ・ピチュの文化財を収蔵するため、クスコに新たにカサ・コンチャ博物館（Museo de la Casa Concha）を建造している。この他エジプトはギーザに博物館（en:Grand Egyptian Museum）を建造するなど、受け入れ体制の整備は各国で行われている。
返還された文化財の中では、2006年にウシャク考古学博物館で、アメリカ合衆国からトルコに返還されたリディアの財宝から、「金のヒッポカンポスのブローチ」が盗難にあう事件が起こった。その後、同国の博物館の管理体制を見直したところ、いくつかの盗難事件が発覚している。

## 各国の状況

### エジプト
エジプトは、2010年までに5000件の文化財返還に成功している。

### 韓国
2006年に朝鮮王朝実録、2011年に朝鮮王室儀軌を日本側は引き渡したが、これを韓国では返還と称している。一方、フランスは返還を拒否して、5年ごとに更新する貸与の形をとった。
2012年に日本の長崎県対馬市の観音寺から韓国の窃盗団が盗んだ文化財を、日本に返還しなくてよいと2017年1月に韓国の裁判所で判決が出た際に、日本政府は「明らかな盗難品を返還しないことは国際法に違反する」と指摘した。この判決以降に韓国への文化財の貸与に日本だけでなく、返ってこない恐れから世界各国の博物館や美術館も否定的になって拒否する事態になっている。さらに他国の文化財所有権保護のためにアメリカ合衆国、日本、イギリス、カナダ、台湾、ギリシャなどは「文化財差し押さえ防止」を定めた国際条約に加入している。西京大学のソン・ボングン教授は「差し押さえ免除法は国民の文化享有権を保障するために必須」「世界の流れに反し、韓国だけが法の制定を先延ばしにしていることは深刻な問題」と他国の文化財の所有権保護を訴えている。

### 日本
鴻臚井の碑。714年に中国(当時は唐)の旅順で造られ、日露戦争の際、日本へと運ばれた。現在は皇居内に設置中。一般には非公開であるため研究できない状態にある。また、現地から返還を求める声も上がっているが、実現には至っていない。
長崎県安国寺の「高麗版大般若経」と兵庫県鶴林寺の掛軸「阿弥陀三尊像」が盗品として韓国に違法に持ち出されていたとして、2011年に日本政府が韓国政府に調査を要請した。日本の外務省によれば、日本国内にない対馬宗家文書等の文献・資料が韓国に残存しており、2011年時点で日本の研究者が原本を閲覧するにあたっての障害をなくすために外務省が協議を始めていた。
靖国神社の獅子像。1876年、李永成が清の海城の三学寺に石獅子一対を奉納したものを山縣有朋が日清戦争の戦利品として明治天皇に献上するために、「清国海城三學寺より譲り受け奉納」したとして1895年に日本に持ち出した。

### ベナン
フランス大統領エマニュエル・マクロンはアフリカの文化財返却に関してフェルウイン・サーとベネディクト・サボワに調査を委託した。2018年、アフリカの文化遺産の返還に関する報告書 (Rapport sur la restitution du patrimoine culturel africain)を受けてマクロンはフランスの旧植民地ベナンに由来する文化遺産26点をフランスからベナンに返却することに同意した。返却はすぐには実現しなかったが、フランスは2021年までに完了すると宣言した。

### ポーランド
ポーランドではチャルトリスキ家のコレクション等、数多くの美術品が第二次世界大戦中にドイツ軍およびソ連軍によって略奪されており、ポーランド政府は後継国のドイツやロシア等に対してその返還を要求している。2016年以降600点の物品の返還に成功しているが、ロシアから返還されたものは2022年時点でまだ無いという。

## 主な対象文化財
| 文化財                                           | 写真     | 要求国       | 収蔵国                         | 所有者等                             |
| ------------------------------------------------ | -------- | ------------ | ------------------------------ | ------------------------------------ |
| ロゼッタ・ストーン                               |          | エジプト     | イギリス                       | 大英博物館                           |
| ネフェルティティの胸像                           |          | エジプト     | ドイツ                         | 新博物館                             |
| ハトシェプストの胸像                             |          | エジプト     | アメリカ合衆国                 | メトロポリタン美術館                 |
| ヘミウヌの像                                     |          | エジプト     | ドイツ                         | レーマー・ペリツェウス博物館(en)     |
| アンクハフの胸像                                 |          | エジプト     | アメリカ合衆国                 | ボストン美術館                       |
| デンデラの黄道帯                                 |          | エジプト     | フランス                       | ルーヴル美術館                       |
| エルギン・マーブル                               |          | ギリシャ     | イギリス                       | 大英博物館                           |
| コ・イ・ヌール                                   |          | インド       | イギリス                       | イギリス王室（ロンドン塔）           |
| 海城市三学寺の石獅子(en:Imperial guardian lions) |          | 中国         | 日本                           | 靖国神社                             |
| プリアモスの財宝                                 |          | トルコ       | ロシア                         | プーシキン美術館                     |
| チャルトリスキ家の絵画コレクション               |          | ポーランド   | ロシア                         | プーシキン美術館                     |
| 勝利した若者像(en)                               |          | イタリア     | アメリカ合衆国                 | ゲティ美術館                         |
| モーツァルト、ベートーヴェンの自筆譜             |          | ドイツ       | ポーランド                     | ヤギェウォ大学                       |
| ベニン・ブロンズ                                 |          | ナイジェリア | イギリス ドイツ アメリカ合衆国 | 大英博物館 ベルリン民族学博物館 など |
| 朝鮮王室儀軌                                     |          | 韓国         | 日本                           | 宮内庁書陵部                         |
| 朝鮮王室儀軌                                     | フランス | 韓国         | フランス国立図書館             |                                      |
| 朝鮮王朝武具                                     |          | 韓国         | 日本                           | 東京国立博物館                       |
| 楽浪・新羅・伽耶時代の古墳出土品 (415点)         |          | 韓国         | 日本                           | 東京国立博物館、東京大学、京都大学   |
| 夫婦塚（新羅時代、慶尚南道梁山市）出土品272点    |          | 韓国         | 日本                           | 東京国立博物館                       |
| 慶州金冠塚                                       |          | 韓国         | 日本                           | 東京国立博物館                       |
| 安宅コレクション(陶磁800点)                      |          | 韓国         | 日本                           | 大阪市立東洋陶磁美術館               |
| 夢遊桃園図                                       |          | 韓国         | 日本                           | 天理大学図書館                       |
| 利川五重石塔                                     |          | 韓国 利川市  | 日本                           | 大倉文化財団大倉集古館               |
| 朝鮮鐘                                           |          | 韓国 晋州市  | 日本                           | 常宮神社                             |
| 六角亭 (建築)                                    |          | 韓国 高陽市  | 日本 山口県岩国市              | 紅葉谷公園                           |
| 高麗版大般若経                                   |          | 日本         | 韓国                           | コリアナ博物館                       |
| 銅造如来立像 観世音菩薩坐像                      |          | 日本         | 韓国                           | 文化財庁                             |

### 返還または譲渡・更新貸与された文化財
| 返還年 | 文化財                                       | 写真                 | 要求国         | 旧収蔵国           | 旧所有者等                                    |
| ------ | -------------------------------------------- | -------------------- | -------------- | ------------------ | --------------------------------------------- |
| 1930年 | 品川寺大梵鐘                                 |                      | 日本           | スイス             | アリアナ美術館                                |
| 1993年 | リディアの財宝（en）                         |                      | トルコ         | アメリカ合衆国     | メトロポリタン美術館                          |
| 1996年 | スクーンの石                                 |                      | スコットランド | イングランド       | ウェストミンスター寺院                        |
| 2005年 | アクスムのオベリスク(en)                     |                      | エチオピア     | イタリア           | ポルタ・カペナ(en)                            |
| 2006年 | 北関大捷碑                                   |                      | 北朝鮮         | 日本 → 韓国        | 靖国神社（日本）                              |
| 2006年 | パルテノン神殿北面フリーズの一部             |                      | ギリシャ       | ドイツ             | ハイデルベルク大学                            |
| 2006年 | グプスゴロックス・トーテムポール（ハイスラ） |                      | カナダ         | スウェーデン       | 民族学博物館(en)                              |
| 2007年 | アフロディテの像                             |                      | イタリア       | アメリカ合衆国     | ゲティ美術館                                  |
| 2008年 | エウフロニオスの瓶(en)                       |                      | イタリア       | アメリカ合衆国     | メトロポリタン美術館                          |
| 2011年 | 朝鮮王室儀軌                                 |                      | 韓国           | 日本（引き渡し）   | 宮内庁書陵部                                  |
| 2011年 | 朝鮮王室儀軌                                 | フランス（更新貸与） | 韓国           | フランス国立図書館 |                                               |
| 2013年 | 円明園十二生肖獣首銅像の鼠と兎               |                      | 中国           | フランス           | フランソワ・アンリ・ピノー ピエール・ベルジェ |
| 2019年 | イエス・キリストの飼い葉桶の木片             |                      | パレスチナ     | イタリア           | フランシスコ会                                |
| 2023年 | パルテノン神殿の彫刻の一部                   |                      | ギリシャ       | バチカン           | バチカン美術館                                |